# Parafia św. Andrzeja Boboli w Żabiczynie
Parafia Świętego Andrzeja Boboli w Żabiczynie – rzymskokatolicka parafia leżąca w granicach dekanatu damasławskiego. Erygowana w 1957 roku.
Księgi metrykalne: ochrzczonych, małżeństw i zmarłych prowadzone są w parafii od 1957 roku.